# Miron Nikolić
Miron Nikolić (Kapelna, 1846. - ??), episkop slavonski od 1890 - 1941.
Rodio se u Kapelni 1846. godine u svećeničkoj porodici, te je završio pakračku bogosloviju. Zamonašio se u Orahovici. 1894. godine obnovio rad Srpske učiteljske škole u Pakracu. Od 1914. do 1919. g. bio administrator Mitropolije karlovačke.

## Vanjske poveznice
- Eparhija slavonska  Arhivirana inačica izvorne stranice od 22. ožujka 2009. (Wayback Machine)